# Observatório Astronômico Sul-Africano
Observatório Astronômico Sul-Africano (SAAO) é o centro nacional de astronomia óptica e infravermelha da África do Sul. Foi criado em 1972. O observatório é gerido pela Fundação Nacional de Pesquisa da África do Sul. A função da instalação é a de realizar pesquisas em astronomia e astrofísica. Os telescópios principais estão localizados em Sutherland, a 370 quilômetros de Observatory, Cidade do Cabo, onde a sede está localizada.